# Municipi de Viesīte
El municipi de Viesīte (en letó: Viesītes novads) és un dels 110 municipis de la República de Letònia, que es troba localitzat al sud del país bàltic, i que té com a capital la localitat de Viesīte. El municipi va ser creat l'any 2009 després de la reorganització territorial.

## Ciutats i zones rurals
- Elkšņu pagasts (zona rural)
- Rites pagasts (zona rural)
- Saukas pagasts (zona rural)
- Viesīte (ciutat i zona rural)

## Població i territori
La seva població està composta per un total de 4.705 persones (2009). La superfície del municipi té uns 650,5 kilòmetres quadrats, i la densitat poblacional és de 7,23 habitants per kilòmetre quadrat.